# Volksmission
Volksmission steht im Unterschied zur herkömmlichen Seelsorge für eine Form der Evangelisierung innerhalb der eigenen Kirchen. Sie wurde zu einem Sammelbegriff für Aktivitäten zur Glaubenserneuerung in einer bereits christianisierten Bevölkerung und innerhalb schon bestehender Pfarrgemeinden und Kirchengemeinden. Ihr Ziel ist nicht die Taufe und die Gründung neuer Kirchen und Kirchengemeinden, sondern die Intensivierung des Glaubenslebens der zugehörigen Mitglieder.

## Römisch-katholische Volksmission

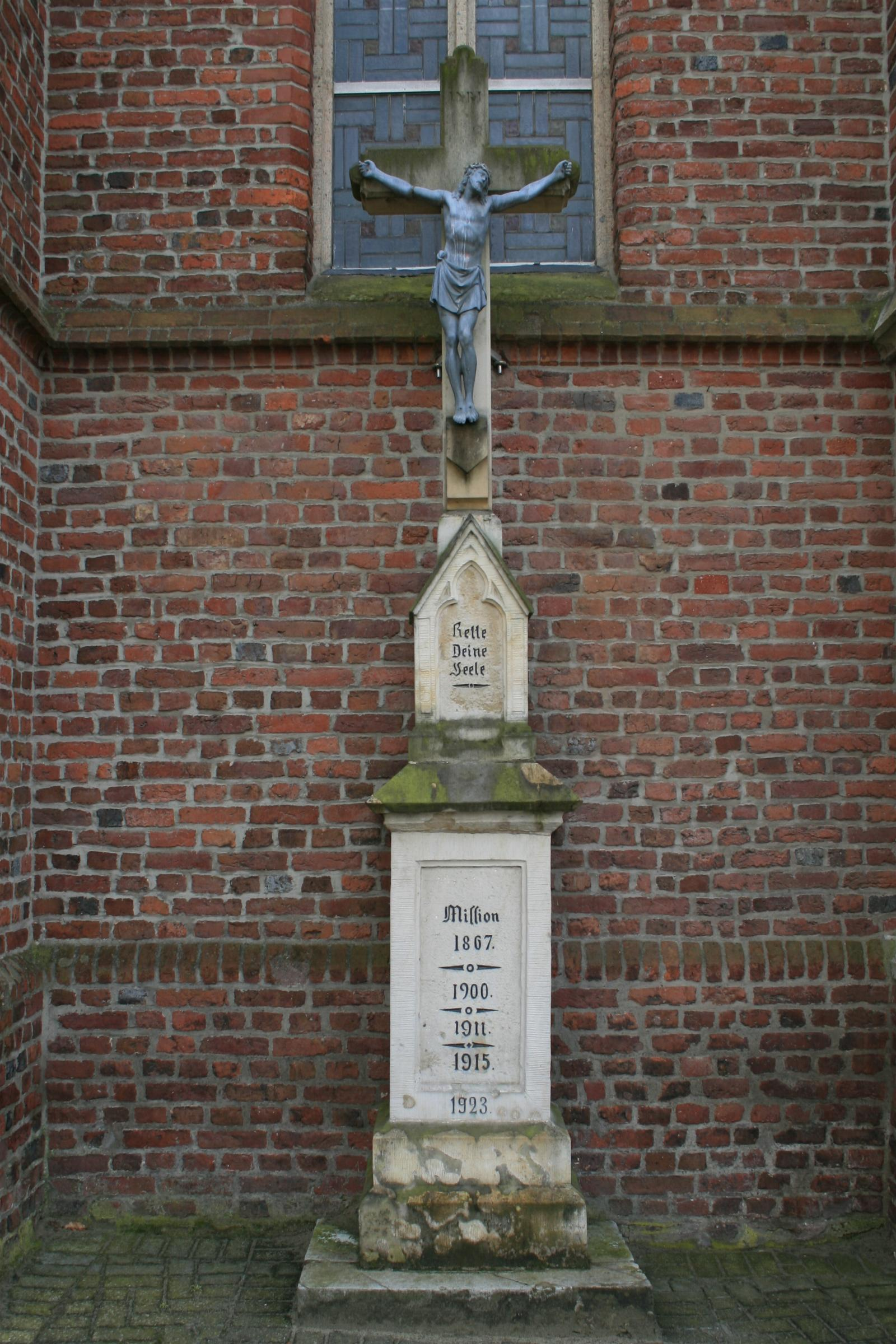
Missionskreuze mit Jahreszahlen zur Erinnerung an Volksmissionen wurden vom Barock bis in die 1960er-Jahre vielerorts aufstellt.

Als Vorläufer der Volksmission können die mittelalterlichen Buß- und Sittenprediger angesehen werden, überwiegend Angehörige von Ordensgemeinschaften wie Franziskaner und Dominikaner. Zu den bekanntesten Wanderpredigern der Franziskaner zählten Bernhardin von Siena und Johannes von Capestrano, bei den Dominikanern Vinzenz Ferrer und Hieronimus Savonarola. 
Die missio (Mission) war ursprünglich ein jesuitischer Begriff und wurde als päpstlicher Auftrag zur Glaubensverbreitung in der Zeit der Gegenreformation verstanden. Papst Paul III. hatte die Jesuiten 1540 in der Päpstliche Bulle Regimini militantis ecclesiae als Orden bestätigt und mit der Glaubenserneuerung und Glaubensvertiefung beauftragt. Im 16. Jahrhundert entstanden weitere Kongregationen, die sich auf die Volksmission ausgerichtet hatten. Hierzu gehören die Oratorianer, Theatiner, Barnabiten, Somasker und Kapuziner. Die Mission wurde anfangs noch nicht differenziert in missio externa, die Glaubensverkündigung an Ungetaufte, und missio interna, die Glaubenserneuerung Getaufter; erst durch Seelsorger wie Vinzenz von Paul, den Jesuiten Paolo Segneri den Älteren und den Franziskaner Leonhard von Porto Maurizio verlagerte sich das Schwergewicht auf die missio interna.
Es waren die Lazaristen, die als erstes eine praktische „Mission des Volkes“ anwandten, sie arbeiteten und lebten in Frankreich unter der armen Landbevölkerung. Die Volksmission wurde dann im 18. Jahrhundert vom heiligen Alfons Maria di Liguori, der den Orden der Redemptoristen gegründet hatte, sowie von den Jesuiten vorangetrieben. Die Hochblüte erlebte die Volksmission in der zweiten Hälfte des 19. Jahrhunderts, wie sie etwa 1853 von sechs Jesuitenpatres im Würzburger Dom und der Würzburger Kirche St. Johannes im Stift Haug in Form von aufrüttelnden bis scharfen, tief ins Gewissen redenden und gegen religiöse Laxheit und mangelnde Mitmenschlichkeit gehaltenen Predigten praktiziert wurde. Das damals gültige Kirchenrecht schrieb den Pfarreien vor, alle zehn Jahre eine Zeit der Volksmission abzuhalten. 
Inhaltlich orientierten sich die römisch-katholischen Volksmissionen des 19. Jahrhunderts am Grundschema der Ignatianischen Exerzitien. Sie erstreckten sich über zwei Wochen, während derer die Volksmissionare gewöhnlich im örtlichen Pfarrhaus wohnten; sie bekamen von der Pfarrei das Reisegeld erstattet und nahmen Almosen an. Täglich fanden drei oder vier Predigten von etwa einstündiger Dauer statt, in denen die zentralen Heilswahrheiten des christlichen Glaubens erläutert wurden. Das Ziel war die Hinführung der Zuhörer zu einer Generalbeichte und zum gemeinsamen Empfang der Kommunion. Nach dem dritten Tag begannen die Patres mit dem Beichtehören. „Standespredigten“ richteten sich an spezielle Zielgruppen, es wurden Eltern, Kindern und jungen Erwachsenen die sie betreffenden religiös-sittlichen Verpflichtungen nahegebracht. Gegen Ende des 19. Jahrhunderts hatten Volksmissionen gezielt den Kampf gegen Indifferentismus, Alkoholsucht, Sittengefährdung, Kirchenaustritt oder politische Unruhen zum Thema, womit zeitweise der Kampf gegen die Sozialdemokratie gemeint war.
Vorbereitet wurden die Missionswochen durch mehrere Andachten einige Zeit vor der Mission. Am Ende stand die Weihe der Pfarrei an die Muttergottes, die Verkündigung eines Ablasses und die Errichtung eines Missionskreuzes. Bestanden in der Pfarrei eine Gebetsbruderschaft oder eine Marianische Kongregation, wurde für die Aufnahme in diese Gemeinschaften geworben. Gelegentlich wurde anlässlich einer Volksmission auch ein neuerrichteter Kreuzweg gesegnet, vor allem durch Franziskaner.
An die stattgefundenen Volksmissionen in einer Pfarrgemeinde erinnert oft ein Missionskreuz an der Pfarrkirche oder auch im Dorf oder in der Feldflur, auf dem die Jahreszahlen der durchgeführten Volksmissionswochen genannt sind. Eine häufige Aufschrift ist „Rette deine Seele!“
Nach dem Zweiten Weltkrieg entwickelte man modernere Formen und organisierte Tage der Volksmission in Zeltmissionen, Missionswochen oder mit mobilen Missionsbussen.

## Evangelisch-protestantische Volksmission
Die Begrifflichkeit „Volksmission“ hat sich in den Evangelisch-lutherischen Kirchen nach wie vor als fester Bestandteil der Seelsorge vor Ort manifestiert. Mit Pastor Johann Hinrich Wichern begann in den protestantischen Kirchen, im 19. Jahrhundert, die „Evangelisation“ und innerhalb der christlich-sozialen Bewegung die evangelische Volksmission. Daraus entwickelte sich die Innere Mission in der evangelischen Kirche. Ihr Bestreben lag darin, der zunehmenden Entchristlichung – innerhalb der eigenen Kirche – entgegenzuwirken. Den Beginn leistete die 1848 gegründete Hamburger Stadtmission, der 1877 die Berliner Stadtmission (mit Vorläufern seit 1858 im Berliner Johannisstift) und 1908 die nach Wichern benannte Wichern-Vereinigung (unter dem Dach des Rauhen Hauses Hamburg) folgten. Die Wichern-Vereinigung bemühte sich um eine Verchristlichung des Volkes und bediente sich dabei der Schrift und des Wortes. Die nächste Etappe dieser Volksmission und der Schaffung von lebendigen Gemeinden war das 1916 von Gerhard Hilbert herausgegebene Buch Kirchliche Volksmission. Der Deutsche Evangelische Verband für Volksmission wurde 1925 ins Leben gerufen und bildete mit den Evangelischen Wochen und Bibelwoche in der Zeit des Nationalsozialismus eine geistliche Stütze. Aus diesen evangelischen „Wochentagen“ entwickelte sich nach 1945, ähnlich wie dann auch in der katholischen Kirche, die neue Form der Volksmission, die ihren Weg in Zeltmissionen, Missionswochen, Kirchentagen und Akademien fand.

## Volksmission entschiedener Christen
Eine weitere Form der Volksmission entwickelte sich innerhalb der Pfingstbewegung, hier entstand 1934 die Volksmission entschiedener Christen mit missionarischen Aktivitäten. Sie wurde durch den Journalisten Karl Fix (1897–1969) in Berlin gegründet und bekennt sich zur Geistestaufe. Sie sieht ihre Aufgabe darin allen das Evangelium zu verkünden. Darüber hinaus sollen auch neue Gemeinden gegründet und bestehende Gemeinden gestärkt werden.

## Freie Volksmission
Unter der Leitung von Ewald Frank entstand im Jahr 1960 eine vom US-Evangelisten William M. Branham beeinflusste „Freie Volksmission“. Sie hat sich zur Aufgabe die völlige Rückkehr zur Lehre und Praxis der biblischen Urgemeinde zur Zeit der Apostel gemacht. Sie steht somit nicht in der Reihe der „klassischen Volksmission“, da sie schwerpunktmäßig neue Gemeinden gründen möchte.

## Volksmission der Baptisten
In Fürth gibt es eine Volksmission „ViZ – Volksmission im Zentrum – Baptisten Gemeinde e. V.“ Es ist eine unabhängige Freikirche baptistischer Prägung. Der Schwerpunkt der Arbeit liegt in der geistlichen Erbauung der Gläubigen und in der weltweiten und der Vor-Ort Mission.